# 西洋波會

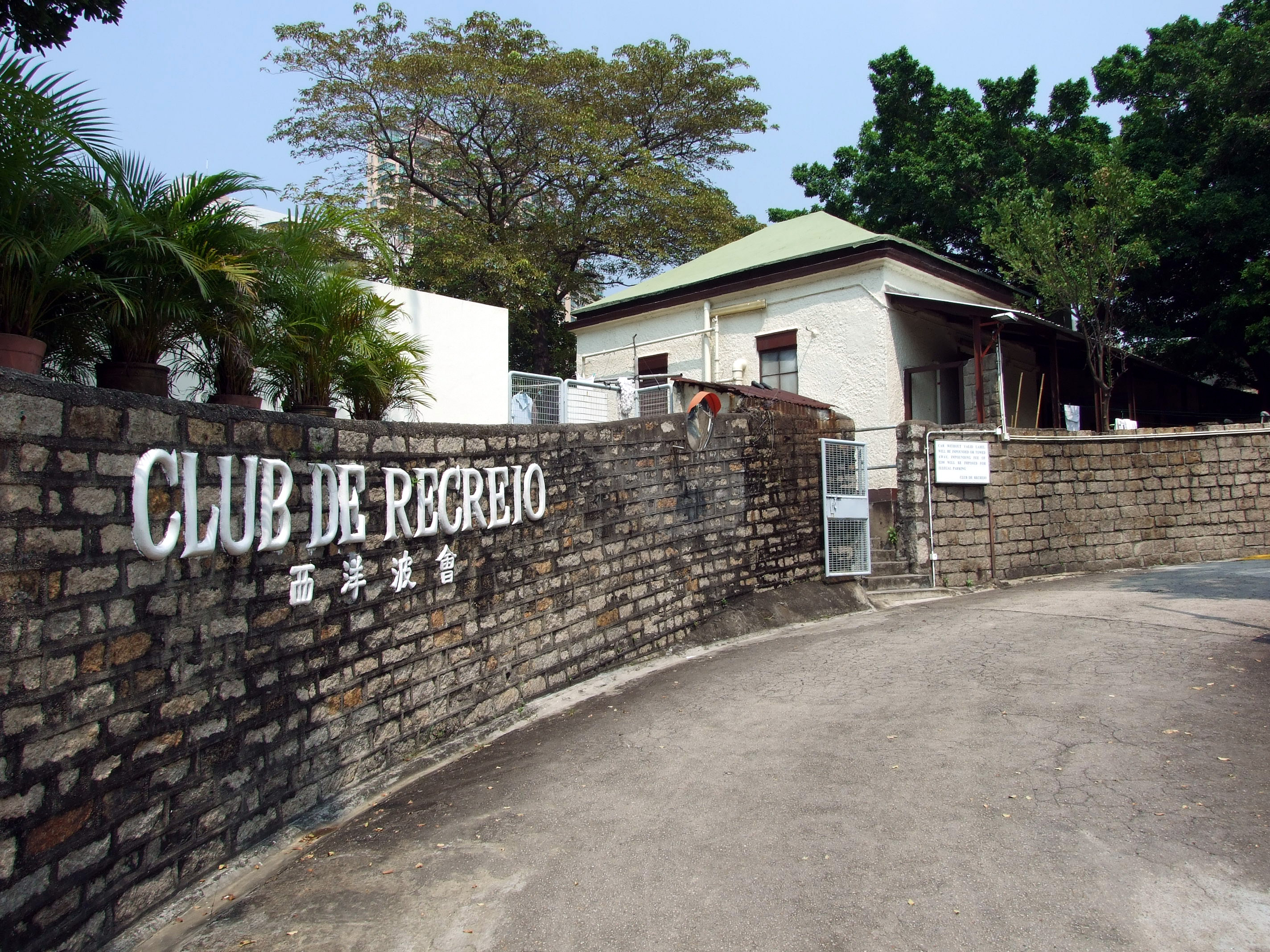
西洋波會

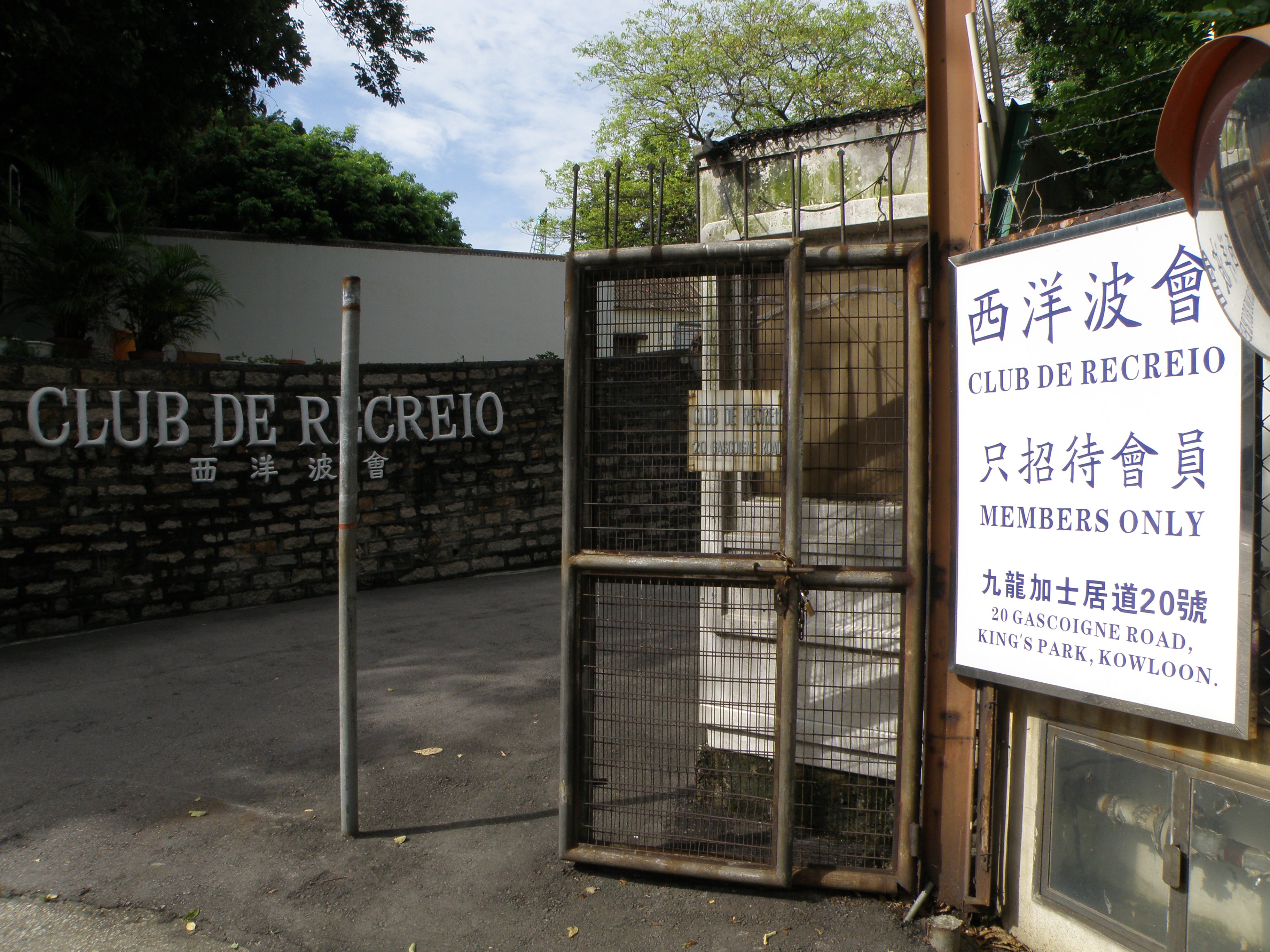
西洋波會門牌

西洋波會（葡萄牙語：Club de Recreio）是香港一個草地滾球組織，由葡萄牙裔香港人所組成，位於九龍京士柏加士居道20號，近衛理道交界。由於地理位置相近，所以有部份人會與附近的九龍草地滾球會混淆。在第二次世界大戰前，曾派出足球隊參加香港足球總會舉辦的足球聯賽。

## 足球
西洋波會曾經以西洋會名義參與由香港足球總會所主辦的足球賽事，於1919年加入乙組聯賽，於1925年贏得乙組聯賽冠軍後，於1926-27年度球季升上香港甲組足球聯賽角逐，首個球季便贏得甲組聯賽冠軍。
西洋會足球隊曾誕生過大告山奴（Adelino Vitus  Gosano）和小告山奴（Bellarmino Tomas Gosano）兄弟等名將。1952年，西洋波會宣布解散足球隊。

## 租地爭議
2007年，有報章揭發西洋波會僅以每年1港元象徵式地租向地政總署租用會所土地，引起批評。

## 著名球員
- 大告山奴
- 小告山奴